# Balletan
Der Balletan ist ein Fluss in Frankreich, der im Département Loir-et-Cher in der Region Centre-Val de Loire verläuft. Er entspringt im Gemeindegebiet von Villeny und verläuft vorwiegend in südwestliche Richtung durch die Naturlandschaft Sologne. Dabei fließt er abseits von Ansiedlungen und wird auf seinem Lauf mehrmals zu kleinen Teichen aufgestaut. Der Fluss tangiert Montrieux-en-Sologne und mündet nach rund 15 Kilometern von rechts in den Beuvron.